# 陶经
陶经（1958年—），男，中国电影录音师，中国传媒大学教授，一级录音师，中国电影金鸡奖最佳录音。